# 帕斯卡·斯滕澤爾
帕斯卡·斯滕澤爾（德語：Pascal Stenzel；1996年3月20日—）是一位德國足球運動員，在場上的位置是防守型中場。他現在效力於德甲球隊斯图加特。